# Fontainebleau Resort Las Vegas
Fontainebleau Las Vegas – pozostający w fazie konstrukcji, wart 2,9 miliardy dolarów, hotel/hotel apartamentowcowy/kasyno w Las Vegas, w stanie Nevada. Obiekt powstał na niemal 10–hektarowym terenie, zajmowanym wcześniej przez kompleksy rozrywkowe El Rancho oraz Algiers.
Fontainebleau ma według planów składać się z kasyna o powierzchni 8.800 m², spa zajmującego 5.600 m², teatru z 3.300 miejscami, 1.018 apartamentów mieszkalnych, 17.000 m² powierzchni handlowej, centr konferencyjnych, które w sumie obejmują 37.000 m², klubów nocnych oraz 24 restauracji.
Budynek został zaprojektowany przez CZS International oraz Bergman Walls Associates.

## Bankructwo
Globalna recesja pod koniec pierwszej dekady XXI wieku wywarła duży wpływ na projekt, głównie za sprawą dwóch czynników: spadku wpływów turystycznych w całym Las Vegas oraz problemów ze sprzedażą apartamentów mieszkalnych w Fontainebleau.
Bank of America, który zdecydował się udzielić jednej z największych pożyczek na realizację projektu, ostatecznie odmówił wypłacenia kredytu, podobnie jak inne banki. Dlatego też, w kwietniu 2009 roku Fontainbleau złożył pozew przeciw wszystkim pożyczkodawcom, którym przewodziły Bank of America i JPMorgan Chase, które nie wypełniły finansowych zobowiązań opiewających na kwotę 770 milionów dolarów. Operator projektu, korporacja Fontainebleau Las Vegas LLC, domagała się 3 miliardów dolarów odszkodowania. Pozew został oryginalnie złożony w sądzie okręgowym, jednak banki skierowały go do sądu federalnego stanu Nevada. W odpowiedzi na to, w czerwcu 2009 roku, Fontainebleau Las Vegas LLC złożyła wniosek o tzw. bankructwo naprawcze, znane w amerykańskim systemie prawnym jako Chapter 11. W dodatku, właściciel Fontainebleau pozwał samego siebie. Prace konstrukcyjne zostały wstrzymane w momencie skompletowania ok. 70% projektu. W lipcu sąd zezwolił na odwołanie wszystkich wydarzeń zaplanowanych na pierwszą połowę 2010 roku, a także upoważnił do zerwania umów wynajmu przestrzeni biurowej, która wykorzystywana była jako centrum rekrutacyjne pracowników Fontainebleau.

## Nowy właściciel
W 2009 roku inwestor giełdowy, miliarder Carl Icahn (który do 2008 roku kontrolował American Casino & Entertainment Properties) zaoferował 156 milionów dolarów za przejęcie kontroli nad Fontainebleau.
W listopadzie 2009 roku oszacowano, że wykończenie prac konstrukcyjnych budynku pochłonie od miliarda do półtora miliarda dolarów. 29 grudnia tego samego roku, szef PLANTworldwide – Brett Plant ogłosił, że jego korporacja przeznaczy 500 milionów dolarów na wkład w Fontainebleau. Sam Plant zwiększył jednocześnie swoje udziały w hotelu.
18 lutego 2010 roku Carl Icahn stał się oficjalnie głównym właścicielem projektu, jako że jedynie on spełnił warunki uczestnictwa w aukcji, wydając kolejnych 150 milionów dolarów. W październiku Icahn przeznaczył na sprzedaż elementy dekoracji wnętrz Fontainebleau; na przykład kompleks Plaza Hotel wykupił część tapet, dywanów, mebli oraz materacy łóżkowych. Obserwatorzy przyjęli tę wyprzedaż jako znak, że Icahn nie zamierza dokończyć konstrukcji obiektu w najbliższej przyszłości.
W lutym 2011 roku prezydent Icahn Enterprises potwierdził, że korporacja nie posiada konkretnych planów, co do Fontainebleau.